# Anton Maria Salvini
Anton Maria Salvini (Florença, 12 de janeiro de 1653 — Florença, 16 de maio de 1729), também conecido por Antonio Maria Salvini e Antonius Maria Salvinius, foi um escritor, poeta e filólogo que se notabilizou no estudo do grego clássico.

## Biografia
Anton Maria Salvin foi filho de Andrea Salvini e da sua mulher Eleonora, estudou na Universidade de Pisa e foi professor de grego antigo em Florença de 1673 a 1725. Deve ter sido fluente em pelo menos oito línguas. Traduziu e comentou tragédias gregas, óperas e comédias; foi um dos primeiros italianos a traduzir obras literárias inglesas, inclusive. Escreveu também um dicionário da língua italiana e compôs poesia. Geralmente estimado e elogiado pelas suas qualidades e conhecimentos, não escapou às críticas de Antonio Magliabechi, Giusto Fontanini e, sobretudo, de Lodovico Sergardi, que, nas suas sátiras publicadas sob o nome de Settano, o apelidou de ambicioso e adulador.
Em Florença, Salvini foi membro da Accademia della Crusca, da Accademia Fiorentina, da Accademia del Disegno e da Accademia degli Apatisti. Por sugestão de Robert Balle, foi admitido em 1716 na Royal Society de Londres, na altura ainda presidida por Isaac Newton. Foi também membro de uma dúzia de outras academias italianas, incluindo a Arcadia ou Academia dos Árcades (1691), a Accademia degli Intronati de Siena, a Accademia dei Concordi de Ravenna e a Accademia dei Gelati e Innominati de Bra.
O botânico italiano Pier Antonio Micheli, contemporâneo e colega florentino, deu o seu nome a um género de fetos aquáticos, o género Salvinia.